# Maritim (Adjektiv)

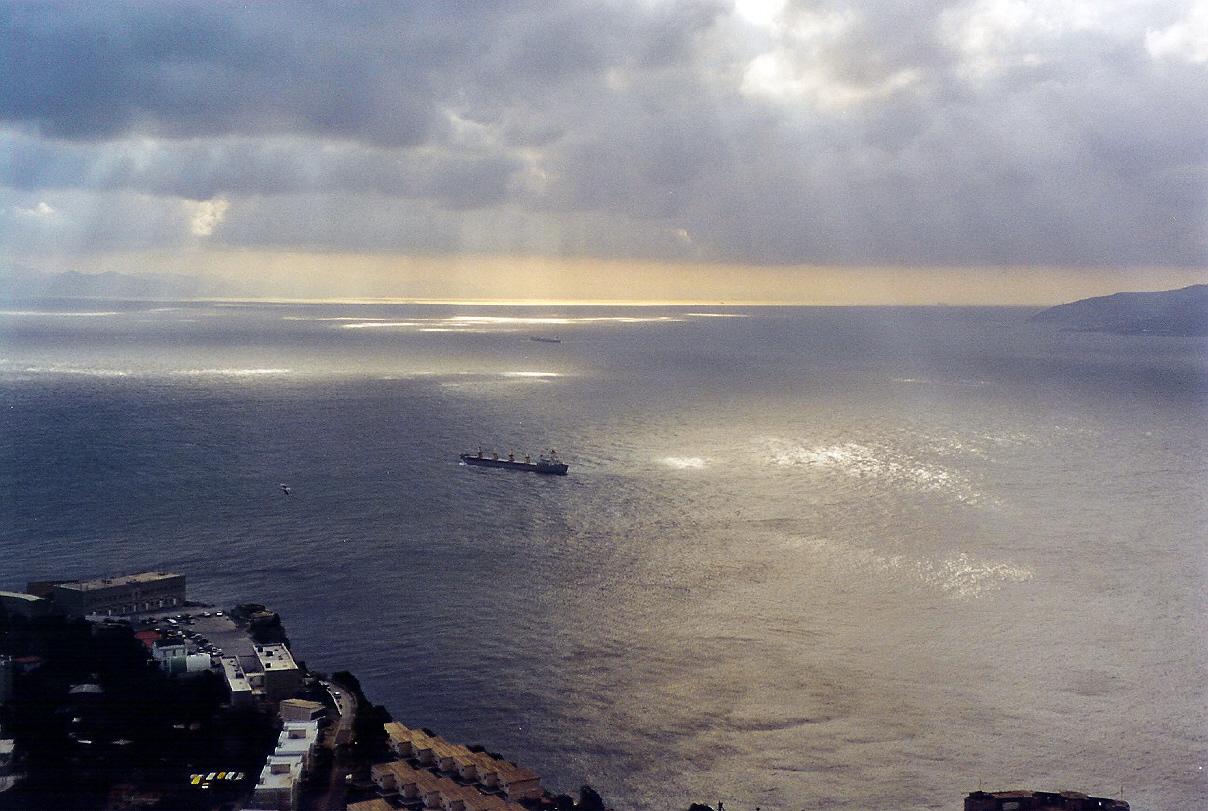
Maritime Stimmung:
Straße von Gibraltar, Blick vom europäischen Festland Richtung Südosten

Das Adjektiv maritim (lateinisch maritimus ‚zum Meer gehörig‘) bezeichnet einen Einfluss des Meeres. Im Unterschied zum Adjektiv marin wird der Ausdruck maritim insbesondere dann angewendet, wenn es um Nutzungen des Meeres durch den Menschen oder eine auf den Menschen bezogene Sichtweise geht. Daher spricht man von maritimer Technologie, aber von marinen Bodenschätzen oder marinen Ökosystemen.
- Ein maritimes Klima ist ein durch den Einfluss des Meeres geprägtes Klima. Es zeichnet sich gegenüber dem kontinentalen Klima durch geringere Temperaturschwankungen und eine höhere mittlere Luftfeuchtigkeit aus.
- Die maritime Wirtschaft umfasst alle Wirtschaftszweige, die direkt oder indirekt mit dem Meer zu tun haben und zählt zu den bedeutenden Wirtschaftssektoren Deutschlands. Die maritime Wirtschaft umfasst neben der Schifffahrt auch die maritime Industrie (s. u.) sowie strenggenommen auch den maritimen Fremdenverkehr.
- Die maritime Industrie umfasst die Industriezweige, die Produkte herstellt, die auf dem Meer benutzt werden. Hierzu zählen insbesondere
  - die maritime Zulieferindustrie
  - Werften
  - Hafenbetriebe
  - fischverarbeitende Industrie
  - Erdöl- und Erdgasgewinnung auf dem Meer, zum Beispiel durch Bohrinseln.
- Die maritime Technik wird speziell auf dem Meer oder im Meer eingesetzt, insbesondere die Offshore-Technik.
- Als maritime Landschaft werden Küstenlandschaften bezeichnet, die in besonderem Maß durch das Meer und die Schifffahrt geprägt sind.
- In die „Maritime Soziologie“ ordnet man landläufig alles ein, was im soziologischen Sinn mit der Nutzung der Meere für bzw. bei Marine, Schifffahrt, Seefahrt, Energie- und Rohstoffgewinnung, Seehäfen, Küstenschutz, Wassersport am, im oder auf dem Meer und von der See geprägten Kultureigenheiten zu tun hat.
- In der bildenden Kunst gibt es zahlreiche maritime Sonderformen, z. B. bei der Verzierung von Bauwerken durch Ornamente mit Seemotiven; oder auch bei Inneneinrichtungsgegenständen (z. B. Pommersche Fischerteppiche). Die Marinemalerei widmet sich der Darstellung des Meeres.

- Die maritime Musik wird insbesondere von Shanty Chören und Interpreten als auch durch die beiden  Marinemusikkorps der Bundeswehr Kiel und Wilhelmshaven gepflegt.